# Власовка (Пензенская область)
Вла́совка — село Сосновского сельсовета Бековского района Пензенской области.

## География
Село расположено на юго-западе Бековского района, в 2 км от административного центра сельсовета — село Сосновка. Расстояние до районного центра пгт Беково — 17 км.

## История
Село основано в первой половине XVIII века Московским Благовещенским собором. По мнению историка-краеведа Полубоярова М. С., название села произошло от имени первопоселенца, монастырского крестьянина из города Шацка Власа Еремеевича Аникина. В 1747 году — сельцо капитана Ивана Борисовича Семенова. В 1762 году село показано за протоиереем Фёдором Дубенским. В 1795 году — село Рождественское (Власовка тоже) экономических крестьян, 89 дворов, 367 душ. В 1859 году — казённое село Власовка Сердобского уезда Саратовской губернии, при речке Большом Миткирее, православная церковь, 104 двора, число жителей: всего 808 душ, из них 384 — мужского пола, 424 — женского. В 1876 году был построен деревянный, однопрестольный храм Рождества Христова, который сгорел 5 мая 1927 года. В 1911 году — село Власовка Вертуновской волости Сердобского уезда, имелись церковь, церковно–приходская школа, земское одноклассное училище, ветряные и водяные мельницы; численность населения: всего душ — 1842, из них 892 — мужского пола и 950 — женского; площадь крестьянских посевов — 1462 десятины, из них на надельной земле — 1080 десятин, на арендованной — 382 десятины; имелось 20 железных плугов, 2 сеялки, 7 молотилок, 30 веялок. До 12 ноября 1923 года — село в составе Вертуновской волости, затем вошло в состав Бековской волости Сердобского уезда Саратовской губернии. В 1928 году — центр Власовского сельсовета Бековского района Балашовского округа Нижне-Волжского края (с 30 июля 1930 года Балашовский округ упразднён, район вошёл в Нижне-Волжский край), с 1934 года — в Саратовском крае. 4 февраля 1939 года село вошло в состав вновь образованной Пензенской области. В 1945 году — центр Власовского сельсовета Бековского района Пензенской области. В 1955 году село в составе Сосновского сельсовета Бековского района, в селе располагался колхоз «Победа». В 1970-х годах — отделение совхоза «Сосновский».

## Численность населения
На 1 января 2004 года — 33 хозяйства, 60 жителей. В 2007 году — 51 житель. На 1 января 2011 года общее число жителей составило 30 человек.
| Численность населения по годам, чел. | Численность населения по годам, чел. | Численность населения по годам, чел. | Численность населения по годам, чел. | Численность населения по годам, чел. | Численность населения по годам, чел. | Численность населения по годам, чел. | Численность населения по годам, чел. |
| 1747                                 | 1811                                 | 1859                                 | 1877                                 | 1897                                 | 1911                                 | 1926                                 | 1939                                 |
| ------------------------------------ | ------------------------------------ | ------------------------------------ | ------------------------------------ | ------------------------------------ | ------------------------------------ | ------------------------------------ | ------------------------------------ |
| 386                                  | ↗720                                 | ↗808                                 | ↗1110                                | ↗1443                                | ↗1842                                | ↘1620                                | ↘756                                 |
| 1959                                 | 1979                                 | 1989                                 | 1996                                 | 2004                                 | 2007                                 | 2010                                 |                                      |
| ↘629                                 | ↘250                                 | ↘130                                 | ↘100                                 | ↘60                                  | ↘51                                  | ↘30                                  |                                      |

## Инфраструктура
В селе отсутствуют централизованное водоснабжение, сетевая газификация. До села проложена автодорога с щебенчатым покрытием длиной 1,2 км, соединяющая село с трассой регионального значения Беково — Сосновка — Варварино.
В 2 км от села Власовка расположена станция Вертуновская Юго-Восточной железной дороги, обеспечивающая пассажирское сообщение на Москву, Саратов, Астрахань и другие города.

## Улицы
- Центральная